# Gorgonzola (Milà)
Gorgonzola (italià: [ɡorɡonˈdzɔla]; en llombard milanès, Gorgonzoeula, pronunciat [ɡurɡũˈzøːla]) és una ciutat i comune situat a l'àrea metropolitana de Milà, a la Llombardia, al nord d'Itàlia. La ciutat és famosa pel formatge del mateix nom. L'any 2023 tenia 21.216 habitants.